# Herman Krumpelman
Herman Krumpelman (Monnickendam, 1 april 1790 - Edam, 29 januari 1875) was een Nederlands beeldend kunstenaar.
Krumpelman, zoon van Barend Krumpelman en Lijsbeth van Dulmen, werd in 1823 in Edam aangesteld als de eerste tekenleraar van de stadstekenschool. Hij diende onderricht te geven in zowel technisch tekenen als in de creatieve tekenvaardigheden. Kennelijk lag zijn ambitie bij de laatste vorm, want in een rapport van de inspectie in 1829 werd er op gewezen, dat er werklieden opgeleid moesten worden en het onderwijs dus vooral gericht moest worden op de nuttige en niet op de schone kunsten. Ondanks deze terechtwijziging zou Krumpelman ruim 50 jaar, tot zijn overlijden in 1875, tot tevredenheid van het stadsbestuur, leiding aan deze school geven. Daarnaast was hij ook directeur van het Teekencollegie Kunst is ons Doel in Edam. Krumpelman is mogelijk opgeleid door Willem Uppink (1767 - 1849), behangsel- en decoratieschilder uit Amsterdam. In 1810 trad Krumpelman -net als Willem Uppink- toe tot het Amsterdamse genootschap Felix Meritis; in november werden hun verplichte entreegeschenken door de directeuren van het Departement Tekenkunde van Felix goedgekeurd. Krumpelman heeft vanaf 1810 enige tijd bij Uppink als kostganger ingewoond. Kunsthistoricus Jan Knoef, die Uppink in 1936 voor het eerst documenteerde, vermoedde dat Krumpelman mogelijk bij Uppink in de leer is geweest.
Als schilder en tekenaar vervaardigde Krumpelman zowel landschappen, stadsgezichten en kerkinterieurs (waaronder het Gezigt in de kerk te Edam). Naast de leerlingen, die hij opleidde op de stadstekenschool, behoorde ook zijn zoon Erasmus Bernardus van Dulmen Krumpelman tot zijn leerlingen.
Tekeningen en schilderijen van Krumpelman (onder andere stadsgezichten van Edam) zijn bewaard gebleven in het Edams museum.

## Trivia
In de Purmerender Courant van 3 december 1876 verscheen het bericht dat op de boedelverkoping van de gewezen stadstekenmeester Krumpelman te Edam een tekening van een engel bij het graf van Jezus voor ƒ 85 is verkocht, waarvan beweerd wordt, dat het een echte Rubens zou zijn.